# Баба Ахму
Баба Ахму (д/н —1906) — 18-й альмамі імамату Фута-Джаллон в 1897—1906 році. Відомий також як Ахмаду II.

## Життєпис
Походив з клану Альфайя. Про батьків відомостей обмаль. Брав участь у боротьбі проти альмамі Бубакара III. Після його поразки 1896 року новим альмамі став представник клану Алфьайя — Умару II. Втім встановлено над імаматом французький протекторат.
1897 року за підозрою у змові було повалено Умару II, а новим альмамі французи поставили Баба Ахму. При цьому межі імамату було зменшено до 3 діве 9провінцій): Тімбо, Буріа і Кален. Над рештою альмамі зберігав лише духовну владу, але діве стали незалежними у світському плані (колишні альфи і улами прийняли титули альмамі). Французькі адміністратори розпочали перетворення рештки імамату на свою колонію. Частину володінь увійшло до складу Португальської Гвінеї.
Баба Ахму зберігав вірність Франції до самої смерті. 1899 року допоміг зміцнення французів у всій Гвінеї. 1904 року не підтримав повстання уламів. Допоміг у 1905 році придушити повстання Альфи Яя, альмамі Лабе, що був найбільш могутнім.
Новим альмамі було поставлено Бубакар IV, після смерті якого 1912 року територія імамату Фута-Джаллон стала частиною Французької Західної Африки.